# كاتارينا فاغوندس
كاتارينا فاغوندس (بالبرتغالية: Catarina Fagundes‏) (1977-) وهيَ بَحارة برتغالية. وُلدت كاتارينا في 8 أيلول 1977 في مَدينة فونشال البُرتغالية، دَرست كاتارينا في جامعة أفييرو البرتغالية وتخرجت مِنها بتخصص «تخطيط سياحي وإدارة أعمال» في عام 1996.
شاركَت كاتارينا في الألعاب الأولمبية الصيفية في عام 1996 حَيثُ نافست في فِئة ركوب القوارب الشراعية، وَحققت المَراكز الواحد والعشرين، وبذلك كانت أول امرأة برتغالية تُنافس في حدث أولمبي في فئة الإبحار. في الوقت الحالي تُعتبر كاتارينا من أصحاب المشاريع التجارية في عالم الطُيور وَركوب القوارب الشراعية في جزر ماديرا في البُرتغال، حيث بدأت بالعَمل كَرئيس تنفيذي لِشركة "Medeira Wind Birds" في عام 2004 .

## روابط خارجية
- كاتارينا فاغوندس على موقع الاتحاد الدولي للملاحة الشراعية (موقع جديد) (الإنجليزية)
- كاتارينا فاغوندس على موقع اللجنة الأولمبية الدولية (الإنجليزية)
- كاتارينا فاغوندس على موقع أوليمبيديا (الإنجليزية)

## روابط خارِجية
- حِساب كاتارينا فاغوندس على الفيس بوك.
- صفحة الشَركة على موقع فيس بوك.